# Darker Days
Darker Days is het tweede studioalbum van de Amerikaanse punkband Time Again. Het is uitgegeven op 19 februari 2008 door hetzelfde label dat ook het vorige studioalbum uitbracht, Hellcat Records.

## Nummers
- "Day Like This" - 2:00
- "Soon It Will Be" - 2:46
- "One Way Or Another" - 1:56
- "Lines Are Faded" - 2:33
- "Darker Days" - 2:34
- "Lucky" - 2:06
- "Montreal (Street Kids)" - 2:00
- "Lookin' Back" - 3:08
- "Movin' On" - 2:25
- "You're Goin' Down" - 1:17
- "TV Static" - 1:55
- "Shell Casings" - 2:25
- "Gonna Get Mine" - 2:13
- "Outcast" - 2:45

## Band
1. Daniel Dart - zang
2. Elijah Reyes - gitaar
3. Oren Soffer - basgitaar
4. Ryan Purucker - drums